# In the Flesh (canción de Pink Floyd)
Este artículo es acerca de la vigésimo primera canción de The Wall de Pink Floyd, la primera canción del álbum es In the Flesh?
In the Flesh (de título de prueba The Show) es una canción escrita por Roger Waters, grabada y publicado por la banda de rock progresivo Pink Floyd, lanzado el 30 de noviembre de 1979, como parte del álbum "The Wall" y en la película "Pink Floyd: The Wall". La letra de la canción se traduciría como En persona, haciendo referencia a la visión del mundo desde la perspectiva de Pink, quien también hace referencia a "mirar el mundo desde el disfraz".

## Composición
La canción tiene un volumen alto y dinámico. Dura aproximadamente 4 minutos, 19 segundos. La introducción incluye la misma explosiva secuencia de órgano de In the Flesh?. Luego de esto, la canción es seguida con un coro más suave, antes de la sección lírica. El final de la canción incluye otra secuencia de órgano, y la canción se desvanece con el grito de "Hammer! Hammer!" (del inglés, "¡Martillen! ¡Martillen!", el cual es el logo del grupo del odio de Pink) o "Get them! Get them! Get them!" (del inglés, "¡Atrápenlos! ¡Atrápenlos! ¡Atrápenlos!").

## Trama
Al igual que en las otras canciones de The Wall, "In the Flesh" cuenta una parte de la historia de Pink, el protagonista de la historia. Esta es la primera de la serie de canciones en que Pink, alucinando debido al uso de drogas, se cree un dictador fascista, cantando ante su fiel audiencia; esta canción en particular es su alucinación de que sus conciertos podían ser comparados con un show político. Pink comienza exhortando a sus fanes para que le demuestren su devoción poniendo a los "indeseables" como homosexuales, judíos, y negros, "up against the wall" (del inglés, "contra en el muro"). Él termina la canción al grito de "If I had my way I'd have all of you shot!" (del inglés, "Si fuera por mí les dispararía a todos ustedes"). La incitada multitud corea el nombre de Pink mientras la canción termina y se une con "Run Like Hell".

## Personal
- David Gilmour - ARP secuenciador Quadra, guitarras.[1]
- Nick Mason - batería.[2]
- Roger Waters - vocalista principal, bajo, VCS3.[1]
- James Guthrie - ARP secuenciador Quadra.[1]
- Freddie Mandell - órgano.[1]
- Bob Ezrin - Prophet-5 synthesiser.[1]
- Joe Chemay - segundas voces.[1]
- Stan Farber - segundas voces.[1]
- Jim Haas - segundas voces.[1]
- Bruce Johnston - segundas voces.[1]
- John Joyce - segundas voces.[1]
- Toni Tennille - segundas voces.[1]

## Versión cover
- Country Teasers grabó un cover de la canción en 2006 en su álbum The Empire Strikes Back.